# Fort de Santa Cruz da Barra (Niterói)
Pour les articles homonymes, voir Fort de Santa Cruz.
Le fort de Santa Cruz da Barra (en portugais : Fortaleza de Santa Cruz da Barra) est situé sur la rive est de la baie de Guanabara, dans le quartier de Jurujuba de la municipalité de Niterói, dans l'État de Rio de Janeiro - (Brésil).
Avec le fort de São João et le fort Tamandaré da Laje (pt) ils constituaient la principale structure défensive de la baie et de la ville et du port de Rio de Janeiro pendant la période du Brésil colonial et de l'empire du Brésil. Il est actuellement le siège de la 1re division d'artillerie. Il reçoit des visiteurs lors de visites guidées quotidiennes.
Le fort de Santa Cruz et l'ensemble des bâtiments situés derrière le portail adjacent au canal (superficie construite de 7 153 m2) ont été classés Patrimoine historique national depuis 1939.
|              |
| Vue générale |

|           |
| Intérieur |

### Sources
- (pt) Cet article est partiellement ou en totalité issu de l’article de Wikipédia en portugais intitulé « Fortaleza de Santa Cruz da Barra » (voir la liste des auteurs).